# Groenwieren
Groenwieren (Chlorophyta) zijn organismen die verwant zijn aan de planten. Ze hebben met planten gemeen dat ze hetzelfde type bladgroen (chlorofyl a en b) hebben, hun chloroplasten thylakoïden bevatten, ze dezelfde pigmenten hebben, zetmeel als reservevoedsel gebruiken en de celwanden uit cellulose bestaan. Ze hebben daarentegen geen vasculair systeem. Veel groenwieren leven in zoet water, maar ook in zout water zijn vele soorten te vinden, als plankton of groeiend op een substraat.
Groenwieren kunnen voorkomen als eencelligen, in kolonies (coenobia), of in gedifferentieerde, meercellige vorm. Sommige groenwieren gaan als fycobiont in korstmossen een symbiotische relatie aan met schimmels (de mycobiont of fotobiont).
Groenwieren werden vroeger bij de planten ingedeeld, nu bij de Viridiplantae (groene planten).
| - Supergroep Archaeplastida (Adl et al. 2005) - Rijk Rhodoplantae (Saunders & Hommersand 2004) - - Stam Rhodophyta (Wettstein 1922), roodwieren - Stam Cyanidiophyta (Saunders & Hommersand 2004) - ? Glaucophyta (Skuja 1954) - Rijk Viridiplantae (Cavalier-Smith 1981) - Onderrijk Chlorobionta , groene algen - "Prasinophyceae VI" (→ Prasinophyta ) - - "Prasinophyceae I" (→ Prasinophyta ) - - "Prasinophyceae II" (→ Prasinophyta ) - - "Prasinophyceae V" (→ Prasinophyta ) - - "Prasinophyceae VIII" (→ Prasinophyta ) - "Prasinophyceae VII" (→ Prasinophyta ) - - "Prasinophyceae III" (→ Prasinophyta ) - - "Prasinophyceae IX" (→ Prasinophyta ) - - "Prasinophyceae IV" (→ Prasinophyta ) - Stam Chlorophyta (Pascher 1914), groenwieren - Klasse Ulvophyceae - - Klasse Chlorophyceae - Klasse Trebouxiophyceae - Onderrijk Streptobionta - Stam Charophyta (Karol & al. 2001), kranswieren (→ basale Streptobionta ) - - Mesostigma (→ basale Streptobionta ) - - Chlorokybus (→ basale Streptobionta ) - Superstam Embryophyta , landplanten |
| taxonomische groep; benoemde clade (een monofyletische groep) (→ behoort tot de ... ) wordt ook gerekend tot een polyfyletische groep |

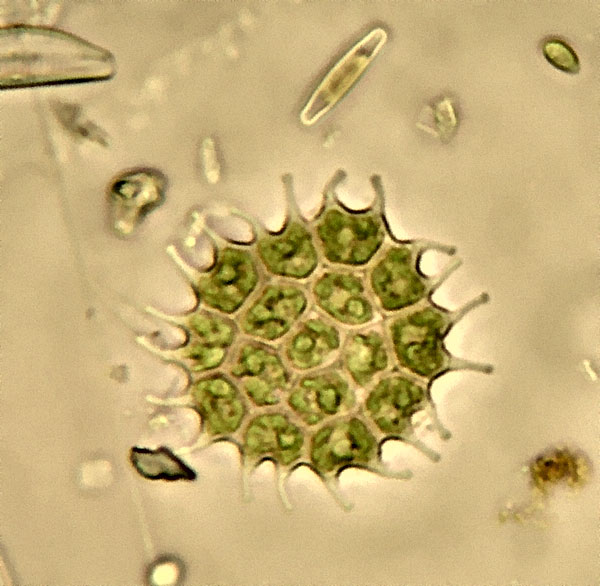
Pediastrum-coenobium
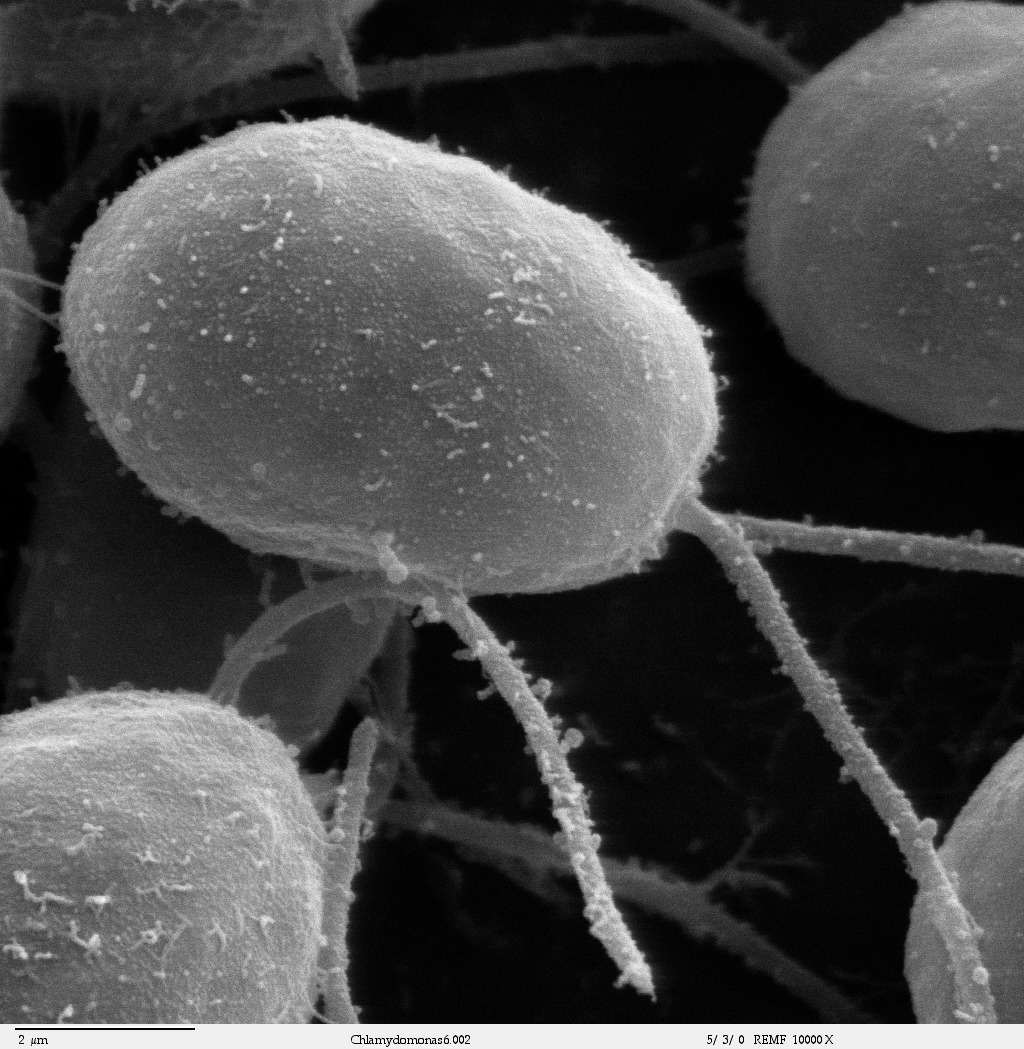
Chlamydomonas (Vergroting: 10.000, SEM)
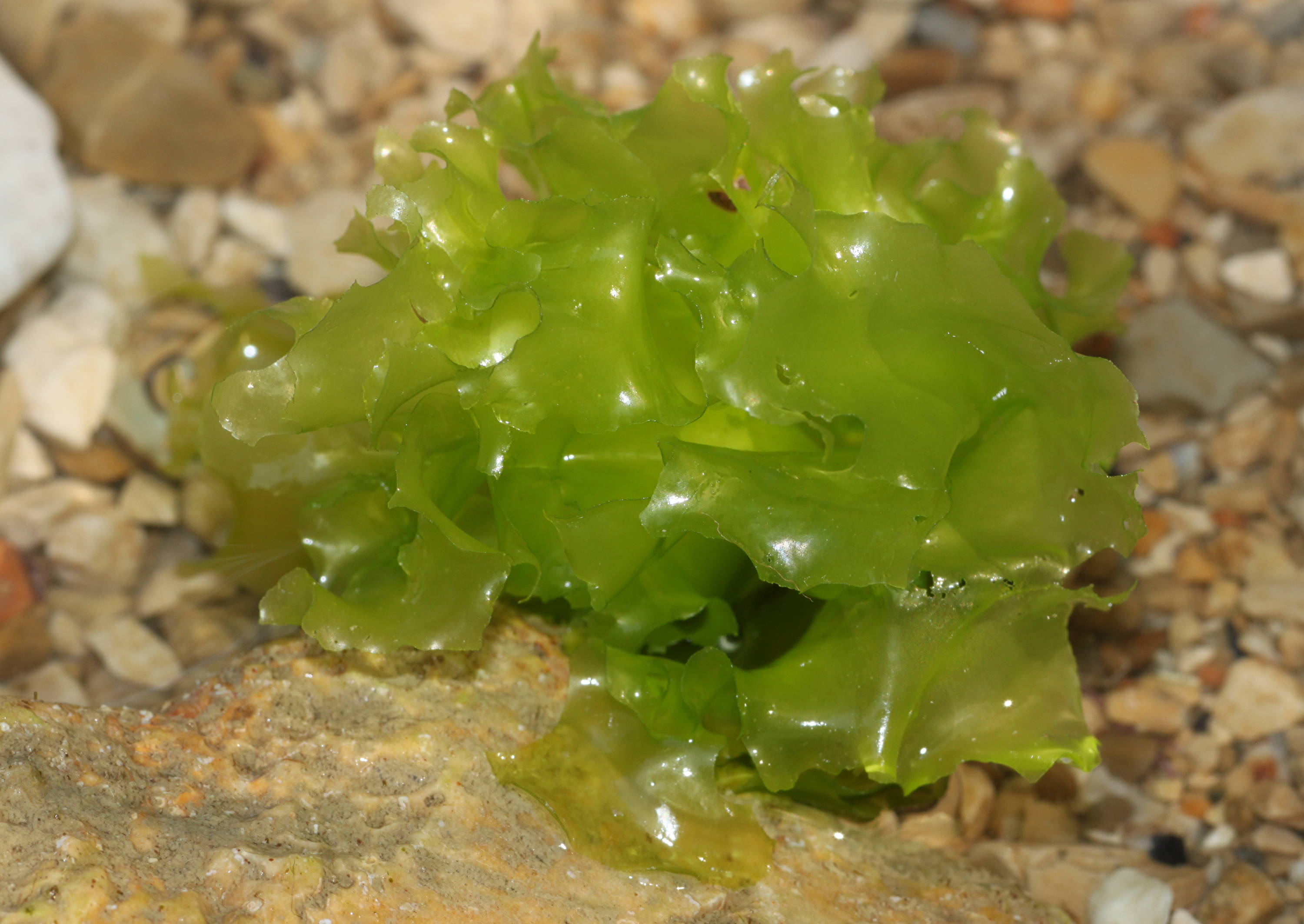
Zeesla (Ulva lactuca)

bruinwieren (Phaeophyta) · kranswieren (Charophyta) · Chlorarachniophyta · Cryptomonadae = Cryptophyta · Cyanidiophyta · diatomeeën (Bacillariophyta) · dinoflagellaten (Dinoflagellata) · Euglenozoa = Euglenoida · Glaucophyta · goudwieren (Chrysophyta) · groenwieren (Chlorophyta) · Haptomonadae = Haptophyta = Prymnesiophyta · Picobiliphyta · Prasinophyta · roodwieren (Rhodophyta) · Xanthophyta